# Конституционный референдум в Родезии (1969)
Двойной референдум в Родезии проводился 20 июня 1969 года. Избирателей спрашивали, одобряют ли они новую Конституцию страны и объявление Родезии республикой. Оба предложения были одобрены избирателями и 2 ноября Родезия была объявлена республикой, независимой от Великобритании.

## Результаты

### Конституционный референдум
| Да или нет                 | Голосов | Процент  |
| -------------------------- | ------- | -------- |
| Да                         | 54 724  | 72,48 %  |
| Нет                        | 20 776  | 27,52 %  |
| Действительных голосов     | 76 706  | — %      |
| Недействительных голосов   | 1 206   | — %      |
| Всего голосов              | 94 686  | 100,00 % |
| Явка                       | 81,01 % | 81,01 %  |
| Электорат                  | —       | —        |
| Источник: Direct Democracy |         |          |

### Республиканский референдум
| Да или нет                 | Голосов | Процент  |
| -------------------------- | ------- | -------- |
| Да                         | 61 130  | 81,01 %  |
| Нет                        | 14,327  | 18,99 %  |
| Действительных голосов     | 76 664  | — %      |
| Недействительных голосов   | 1 207   | — %      |
| Всего голосов              | 94 686  | 100,00 % |
| Явка                       | 80,97 % | 80,97 %  |
| Электорат                  | —       | —        |
| Источник: Direct Democracy |         |          |